# Hancea subpeltata
Hancea subpeltata är en törelväxtart som först beskrevs av Carl Ludwig von Blume, och fick sitt nu gällande namn av M.Aparicio, S.E.C.Sierra, Kulju och P.C.van Welzen. Hancea subpeltata ingår i släktet Hancea och familjen törelväxter. Inga underarter finns listade i Catalogue of Life.